# 美國自動控制委員會
美國自動控制委員會（American Automatic Control Council）簡稱AACC，是在1957年成立的組織，以研究控制理论為主。美國自動控制委員會是國際自動控制聯盟的成員，是以下九個成員社團中控制系統部門所組成的協會：
- 美国航空航天学会（AIAA）
- 美國化學工程學會（AIChE）
- 美國木土工程學會（英语：American Society of Civil Engineers）（ASCE）
- 美國機械工程師學會（ASME）
- 电气电子工程师学会 (IEEE)
- 國際自動化學會（英语：International Society of Automation）（ISA）
- 電腦模擬學會（Society for Computer Simulation、SCS）
- 產業及應用數學學會（英语：Society for Industrial and Applied Mathematics）（SIAM）
- 應用機率學會（Applied Probability Society、APS）

## 美国控制年會
美国控制年會（American Control Conference、ACC）是美國自動控制委員會支助，每年一次的研討會，是控制領域最具盛名的會議之一。自1960年代就開始了，參與者一半來自美洲、另一半則是來自其他國家，其中主要是研究人員，也有不少是學生。

## 奬項
美國自動控制委員會有五個針對控制理論就的獎項：
- 理查貝爾曼控制文物獎（英语：Richard E. Bellman Control Heritage Award）
- 控制工程實務奬（Control Engineering Practice Award）
- 唐納德埃克曼獎（英语：Donald P. Eckman Award）
- 約翰拉加齊尼獎（John R. Ragazzini Award）得名自美國電子工程師約翰·拉加齊尼
- 奧·雨果·舒克最佳論文獎（O. Hugo Schuck Best Paper Award）

## 外部連結
- Home page
- History of AACC